# Richard Krebs
Richard Krebs   (Hamburg, 30 de juliol de 1906 - Hamburg, 29 de juny de 1996) va ser un atleta alemany, especialista en curses de velocitat, que va competir durant la dècada de 1920.
El 1928 va prendre part en els Jocs Olímpics d'Amsterdam, on va guanyar la medalla de plata en els 4x400 metres relleus del programa d'atletisme. Formà equip amb Otto Neumann, Harry Storz i Hermann Engelhard.

## Millors marques
- 400 metres llisos. 49.4" (1929)[1]